# Hoplita de Samos
El hoplita de Samos es una antigua estatua griega esculpida en mármol que representa la figura, tan sólo hasta la cintura, de un hoplita, un ciudadano-soldado de las ciudades-estado de la Antigua Grecia. Fue descubierta a comienzos del siglo XX en la isla griega de Samos por el equipo arqueológico de Theodor Wiegand, que la fechó como creada en torno a finales del siglo VI a. C. (años 530-525 a. C.). Se conserva en el Altes Museum, dependiente de la Antikensammlung Berlin de la capital alemana.

## Descubrimiento
Partes del tronco y de la cabeza se encontraron inicialmente en excavaciones llevadas a cabo por el Instituto Arqueológico Alemán de Atenas en el santuario de Hereo de Samos a comienzos del siglo XX, bajo la dirección del arqueólogo Theodor Wiegand. Según el acuerdo sobre descubrimientos arqueológicos, la estatua se trasladó a Alemania, colocándose en las instalaciones del Altes Museum, dependiente del Museo Arqueológico de la ciudad (Antikensammlung). No toda la estatua está en el país bávaro. Parte de una pierna izquierda, encontrada en las excavaciones, está expuesta en Samos.

## Descripción
Está hecho de mármol. El origen de la misma tiene que estar en Samos o en Laconia, pues son las únicas zonas cuyas canteras son del mismo color característico de la estatua. Representa a un hoplita con un casco jónico, que le protege toda la cabeza y la parte de los ojos, la nariz y la boca, dándole un carácter amenazante. Su pelo está cubierto debajo del casco, mientras que una trenza le cuelga a lo largo de la espalda. La coraza está decorada al estilo de otras obras que representan a guerreros de origen laconio, si bien los detalles podrían ser representativos de la zona de Samos.
Aunque encontrada en Samos, parece que la estatua está claramente influida por la cultura laconia, de la que formaba parte Esparta. Se pudo proceder a un intercambio cultural entre Samos y Esparta, lo que podría sentar la base para la aparición de un hoplita en dicha región.

## Interpretación de la estatua
Las características mixtas del arte laconio y samio son desconcertantes y no han sido completamente interpretadas, dando un margen para las interpretaciones artísticas e históricas. Al principio, los orígenes de Samos fueron cuestionados. El arqueólogo y profesor Conrad M. Stibbe concluyó que la estatua era obra de un espartano que vivía en Samos. Sin embargo, esta versión no es compartida por ningún otro científico.
Pero es bien sabido que Samos y Esparta fueron aliados cercanos, y que podría haber habido algún intercambio cultural, especialmente en la primera mitad del siglo VI a. C. La interpretación predominante respalda la versión de que el proyecto proviene de un taller de Samos, aunque puede ser poco afortunado.
Además, las estatuas heroicas como esta, con un carácter bélico, dispuestas en santuarios, eran costumbre en Esparta, no de Samos, donde las ofrendas eran por lo general de naturaleza pacífica.